# 21011 Johannaterlinden
21011 Johannaterlinden este o planetă minoră (asteroid), cu un diametru de 4,073 km, din centura de asteroizi. A fost descoperită pe 1 septembrie 1988 la Observatorul La Silla de Henri Debehogne. 
Obiectul prezintă o orbită caracterizată de o semiaxă mare de 2,3661462 UAi, o excentricitate de 0,12, o înclinație de 5,19412 ° în raport cu ecliptica.